# Anime music video
Anime muzički video (engl. Anime music video) je poznatiji pod skraćenicom AMV. AMV je sklop japanske animacije, muzike i specijalnih efekata i teksta. Uglavnom se pravi kao spot od klipova iz anime serija. Ponekad se koriste samo slike. AMV nije original koji je obradio autor animea, nego ga rade fanovi. Uglavnom se radi AMV sledećih serija : , kao i mnogih drugih.

## Spoljašnje veze
- „Sajt AMV zajednice”. Архивирано на веб-сајту  (11. фебруар 2021)